# Bo Widerberg
Bo Gunnar Widerberg (8. června 1930 Malmö – 1. května 1997 Båstad) byl švédský filmový režisér, scenárista, herec, redaktor a spisovatel. Jeho filmy a herci, kteří v nich hráli, mnohokrát získali ocenění Zlatohlávek nebo nominaci na něj, třikrát byl jeho film nominován na Oscara, dále dvě vítězství a pět nominací na MFF v Cannes, dvě vítězství a tři nominace na MFF v Berlíně
a několik dalších ocenění a nominací na dalších filmových festivalech. Kromě toho byl v roce 1997 vyznamenán královskou medailí Litteris et Artibus.

## Život
Bo Widerberg se narodil 8. června 1930 v tehdejší dělnické čtvrti v Malmö jako syn umělce Arvid Widerberga a Grety Widerbergové. Zážitky z dětství a mládí se promítly zejména do jeho prvního úspěšného filmu Havraní čtvrť (kromě režie byl i autorem scénáře), i když Widerberg prohlašoval, že děj filmu je úplně smyšlený. Velmi brzy se začal zajímat o film a také filmovou historii.
Po dokončení studií nejprve pracoval v nemocnici pro mentálně postižené, později jako redaktor v regionálním deníku. Už během studií psal své první literární povídky. V 50. letech postupně publikoval několik knih a napsal také řadu recenzí na filmy, takže brzy byl považován za renomovaného filmového kritika. V roce 1952 byl vydán jeho první román Hösttermin (Zimní semestr). Úspěšná byla jeho povídková kniha Kyssas (Líbání) ze stejného roku. Jeho nejúspěšnější knihou se stal román Erotikon (1957). Název románu pochází z němého švédského filmu, romantické komedie, Erotikon z roku 1920, který režíroval Mauritz Stiller (nezaměňovat s filmem Erotikon z roku 1929 Gustava Machatého). Posledním románem Bo Widerberga je Den gröna draken (Zelený drak) z roku 1959, satira reklamního systému, tuto knihu později (1966) sám zfilmoval.
Velký a rozporuplný ohlas vzbudila na počátku jeho kariéry kontroverzní kniha o švédské kinematografii (Vision i Svensk film, Vize švédského filmu: 1962), která mimo jiné obsahovala kritiku poměrů ve švédské kinematografii.. Sám ovlivněn „francouzskou novou vlnou“, je spolu s Janem Troellem považován za  spoluzakladatele tzv. „nové švédské vlny“ a oba dva patří mezi nejznámější švédské režiséry té doby.
Bo Widerberg měl dvě manželky: Ann-Mari Björklundovou (1953–1954) a Vanju Nettelbladtovou (1954–1973) a byl otcem čtyř dětí, které se jmenují Nina, Martin, Johan a Matilda.
Dcera Nina Widerbergová (celým jménem Kristin Anna Nina Widerberg, narozená 1960) účinkovala jako dítě a mladá žena v pěti filmech svého otce, poprvé již ve věku pouhých třech let ve dvou filmech z roku 1963, naposledy hrála v roce 1976. Syn Martin Widerberg (celým jménem Martin Olof Widerberg, narozený 1965) je režisér a producent. Syn Johan Widerberg (celým jménem Johan Olof Widerberg, narozený 1974) hrál jako dítě ve dvou filmech svého otce, ale na rozdíl od dcery Niny, která v dospělosti v herecké kariéře již nepokračovala, je hercem až do současnosti. Od roku 1994, kdy ve věku 20 let hrál ve filmu Vrah policistů rakouského režiséra Petera Keglevice, účinkoval ve více než 20 filmech a televizních seriálech.
Bo Widerberg zemřel 1. května 1997 na rakovinu žaludku a je pohřben na Novém hřbitově v Båstadu. Město Malmö (kde se narodil, dlouho zde žil a natočil zde i některé své nejlepší filmy) na jeho počet pojmenovalo malé náměstí (Bo Widerbergs plats) u jižního vchodu do stanice Triangeln a současně v blízkosti domu, kde Widerberg dříve bydlel.

## Filmová kariéra
Po dokumentárním filmu Pojken och draken (Kluci a draci) z roku 1962 natočil první hrané filmy. V roce 1963 to byly hned dva oceňované tituly: Barnvagen (Dětský kočárek) a ještě úspěšnější Havraní čtvrť. Až do začátku 70. let téměř každý natočený film získal nějaké ocenění, nominaci nebo pozitivní ohlas u diváků: jmenujme Heja Roland! (Do toho, Rolande!, 1966), Elvíra Madiganová (1967), Ådalen 31 (1969) a Joe Hill (1971). Po tomto období převážně sociálně-kritických filmů si vyzkoušel i další žánry. Po spíše jen průměrné komedii Reprezentant pod míru (1974) znovu dosáhl významných ocenění krimi thrillery Muž na střeše (1976) a Muž z Mallorky (1984), v mezidobí natočil i některé další poměrně úspěšné filmy. Svou kariéru zakončil filmem Všechno je, jak má být, který celkem získal více než 10 filmových cen a nominací.
Kromě toho zejména v 80. letech režíroval několik televizních seriálů, na konci 60. let a na počátku 80. let rovněž divadelní hry (především pro Dramaten, dříve Kungliga Dramatiska Teatern ve Stockholmu a Malmö Stadsteater). V roce 1996 Widerberg založil 'Lilla filmfestivalen' (Malý filmový festival) v Båstadu.

## Výběrová filmografie
- Barnvagnen (Dětský kočárek, 1963): švédská premiéra 18. března 1963, Bo Widerberg i autorem scénáře.[7]
- Havraní čtvrť (1963): švédská premiéra 26. prosince 1963, Bo Widerberg je opět i autorem scénáře. Za roli otce získal Keve Hjelm v roce 1964 filmovou cenu Zlatohlávek jako nejlepší herec v hlavní roli (šlo o vůbec první ročník této filmové ceny a vyhlašovaní cen se konalo 25. září 1964 v Grand Hôtel Royal ve Stockholmu). Kromě toho byl film v roce 1964 nominován na hlavní cenu (Velkou cenu, později Zlatá palma) na Filmovém festivalu v Cannes a v roce 1965 byl nominován na Oscara v kategorii Nejlepší zahraniční film.[8] Bo Widerberg za film získal Chaplin Magazine Award a v roce 1964 film získal The Swedish Film Institute's Quality Grant.[9] V divácké anketě si Švédové tento film zvolili jako nejlepší domácí film.[10]
- Heja Roland! (Do toho, Rolande!, 1966): komedie, satira na reklamní průmysl, podle vlastního románu Den gröna draken (Zelený drak) z roku 1959. Film získal dva Zlatohlávky (film, nejlepší herec: Thommy Berggren).[11]
- Elvíra Madiganová (1967): Widerberg opět scénář i režie, kamera Jörgen Persson. Film získal nominaci na Zlatý globus, dvě nominace na ceny BAFTA a nominaci na Velkou cenu (později Zlatá palma) na MFF v Cannes.[12]
- Ådalen 31 (1969): Widerberg opět scénář i režie, kamera Jörgen Persson. Filmové drama podle skutečných událostí z roku 1931. Film získal mimořádné množství cen a nominací: dva Zlatohlávky (film, nejlepší herec), na MFF v Cannes získal Zvláštní velkou cenu poroty a nominaci na Velkou mezinárodní cenu poroty, nominaci na cenu BAFTA (1970), nominaci na Zlatý globus (1970) a nominaci na Oskara (1970).[13]
- Joe Hill (1971): historický životopisný film, koprodukce Švédsko a USA. Na MFF v Cannes získal Cenu poroty a byl nominován na Velkou mezinárodní cenu festivalu, nominace na cenu BAFTA.[14]
- Reprezentant pod míru  (1974): komedie ze sportovního prostředí (z fotbalu).
- Muž na střeše (1976): Widerberg opět scénář i režie, krimi thriller podle románové předlohy Säffleská bestie švédské autorské dvojice Maj Sjöwallová – Per Wahlöö. Film získal dva Zlatohlávky a měl příznivé kritiky (zvláště byly oceňovány dialogy). Současně byl i komerčně velmi úspěšný: stal se nejnavštěvovanějším filmem domácí švédské produkce až do roku 1982, kdy ho překonal film Fanny a Alexandr režiséra Ingmara Bergmana). Mezinárodní kritika pak film označila za první švédský thriller světové úrovně.[15]
- Muž z Mallorky (1984): Widerberg opět scénář i režie, další úspěšný krimi thriller tohoto režiséra, tentokrát podle románu Grisfesten od Leif G. W. Perssona, který je inspirován skutečnými událostmi (na rozdíl od některých dalších knih autora, tato dosud nebyla přeložena do češtiny). Film získal Zlatohlávka.[16]
- Všechno je, jak má být (1995): Widerberg byl autorem námětu, scénáře, režisérem i střihačem, poslední film, který natočil po několikaleté pauze. Premiéru měl 3. listopadu 1995, tedy jen rok a půl před smrtí režiséra. V roce 1995 získal nominaci ACCA v kategorii Nejlepší zahraniční film, v roce 1996 získal tři Zlatohlávky a na dva další byl nominován, na Berlinale získal dvě ceny (Stříbrného Medvěda, Modrého Anděla), na hlavní cenu Zlatého medvěda byl nominován, na Oskara byl nominován v kategorii Nejlepší zahraniční film. Dále získal cenu na MFF Rouen a byl nominován na MFF Valladolid.[17][18]

## Zajímavosti
- Dcera Nina hrála v následujících Widerbergových filmech: Barnvagnen, Havraní čtvrť, Kärlek 65 (1965), Elvíra Madiganová, Muž na střeše.[19]
- Syn Johan hrál ve filmech Muž na střeše (malého, ani ne dvouletého syna Lennarta Kollberga), zatímco Nina zde hrála již téměř dospělou dceru Martina Becka) a dále ve filmu Muž z Mallorky (kde hrál syna inspektora Johanssona). Kromě toho již dospělý (v roce 1994) hrál postavu Kaspera ve filmu Vrah policistů, režie Peter Keglevic. Tento film je stejně jako Muž na střeše založen na románové předloze autorské dvojice Sjöwallová, Wahlöö: v obou filmech se tak vyskytují postavy Martin Becka, Lennarta Kollberga a Gunvalda Larssona.[20]
- Elvíra Madiganová (1967), první film v barvě, kde kameramanem byl Jörgen Persson, byl téměř celý natáčen pouze při přirozeném osvětlení, aby Widerberg dosáhl požadovaného uměleckého účinku. Většina lidí to považovala za nemožné, vzhledem k nízké citlivosti tehdejších barevných filmů.
- Jörgen Persson, s kterým Bo Widerberg natočil několik filmů, byl také kameramanem Miloše Formana během natáčení jeho části filmu Viděno osmi, o Letních olympijských hrách 1972 v Mnichově. Československé úřady tehdy nedovolily výjezd do Mnichova Miroslavu Ondříčkovi, který byl „Formanovým dvorním kameramanem“. Forman si pak vybral právě Perssona, pro jeho odlišný styl.[21]